# New Brampton
New Brampton – wieś w Anglii, w hrabstwie Derbyshire, w dystrykcie Chesterfield.